# Katharina von Habsburg (1342–1381)
Katharina von Habsburg (* 1342 in Wien; † 10. Januar 1381 ebenda) war eine dem Haus der Habsburger entstammende Äbtissin.
Katharina war die älteste die Kindheit überlebende Tochter des Herzogs Albrecht II. von Österreich und seiner Gemahlin Johanna von Pfirt. Sie schlug eine geistliche Laufbahn ein und wurde in Wien Äbtissin des Klarissenklosters Sankt Klara, das von Herzog Rudolf III. von Österreich und seiner Gattin Blanche gegründet worden war. Nach ihrem Tod 1381 wurde sie im Wiener Stephansdom beigesetzt.